# Pierwszy rząd Emila Boca
Pierwszy rząd Emila Boca – rząd Rumunii funkcjonujący od 22 grudnia 2008 do 23 grudnia 2009.
Po wyborach parlamentarnych w 2008 nową koalicję zawarły Partia Demokratyczno-Liberalna (PDL) i Partia Socjaldemokratyczna (PSD). Kandydatem na premiera został Emil Boc z PDL. 22 grudnia tegoż roku gabinet uzyskał wotum zaufania w parlamencie.
1 października 2009, w trakcie kampanii przed wyborami prezydenckimi, PSD opuściła koalicję rządową, a jej ministrowie złożyli dymisje. Formalnym powodem było odwołanie tegoż dnia socjaldemokratycznego ministra Dana Nicy. Emil Boc powołał wówczas innych członków rządu na stanowiska p.o. ministrów w resortach kierowanych dotąd przez przedstawicieli PSD. Gabinet zakończył urzędowanie 23 grudnia 2009, kiedy to powstał drugi rząd Emila Boca.

## Skład rządu
- Premier: Emil Boc (PDL)[5]
- Wicepremier: Dan Nica (PSD, do października 2009)
- Minister finansów publicznych: Gheorghe Pogea (PDL)
- Minister administracji i spraw wewnętrznych: Gabriel Oprea (PSD, do stycznia 2009), Liviu Dragnea (PSD, od stycznia do lutego 2009), Dan Nica (PSD, od lutego do października 2009)
- Minister transportu i infrastruktury: Radu Berceanu (PDL)
- Minister spraw zagranicznych: Cristian Diaconescu (PSD, do października 2009)
- Minister gospodarki: Adriean Videanu (PDL)
- Minister edukacji, badań naukowych i innowacji: Ecaterina Andronescu (PSD, do października 2009)
- Minister rozwoju regionalnego i mieszkalnictwa: Vasile Blaga (PDL)
- Minister pracy, rodziny i ochrony socjalnej: Marian Sârbu (PSD, do października 2009)
- Minister obrony narodowej: Mihai Stănișoară (PDL)
- Minister sprawiedliwości i wolności obywatelskich: Cătălin Predoiu (bezp.)
- Minister rolnictwa, leśnictwa i rozwoju wsi: Ilie Sârbu (PSD, do października 2009)
- Minister turystyki: Elena Udrea (PDL)
- Minister zdrowia: Ion Bazac (PSD, do października 2009)
- Minister kultury i dziedzictwa narodowego: Theodor Paleologu (PDL)
- Minister środowiska: Nicolae Nemirschi (PSD, do października 2009)
- Minister młodzieży i sportu: Monica Iacob Ridzi (PDL, do lipca 2009), Sorina-Luminița Plăcintă (PDL, od lipca 2009)
- Minister ds. małej i średniej przedsiębiorczości, handlu i biznesu: Constantin Niță (PSD, do października 2009)
- Minister komunikacji i społeczeństwa informacyjnego: Gabriel Sandu (PDL)
- Minister ds. kontaktów z parlamentem: Victor Ponta (PSD, do października 2009)